# Solo IX voor hobo
Solo IX voor hobo is een compositie van Kalevi Aho. 
Voor wat betreft compositie en muziekinstrument hobo maakt het deel uit van een serie van drie:
- Solo IX voor hobo solo
- Sonate voor hobo en piano (kamermuziek)
- Concert voor hobo en orkest (orkestmuziek)

Voor wat titel betreft maakt het deel uit van een veel grotere genummerde reeks van dertien (gegevens 2013) voor solo-instrumenten, te beginnen bij viool (1973), voorlopig eindigend bij gitaar (2013).
Solo IX is specifiek gecomponeerd voor Bis Records, een platenlabel dat het gehele oeuvre van Aho wil uitbrengen. Voor de compact disc van het Hoboconcert en de sonate was nog voldoende tijdsduur beschikbaar voor een ander werk. Solo IX is daarbij een aanslag op zowel de technische kunde van de hoboïst als het embouchure. Aho, toch Fin van geboorte, mengde Oosterse klanken in dit solowerk voor hobo.
De eerste uitvoering van Solo IX vond plaats in Maasmechelen door de hoboïst Piet Van Bockstal op 21 juni 2011 in een programma:
- Harrison Birtwistle: 26 Orpheus elegies (voor tenor, hobo en harp) uit (2003)
- Heinz Holliger: Solosonate voor hobo
- Kalevi Aho: Solo IX
- György Kurtág : onbekend